# Chien et Chat
Pour plus de détails, voir Fiche technique et Distribution.
Chien et Chat est un film français réalisé par Reem Kherici sorti en 2024.

## Synopsis
Monica, maîtresse de la chatte star d'internet Diva, croise à l'aéroport Jack, un voleur, accompagné du chien qui vient d'avaler le butin de son dernier casse : un rubis. Les humains sont forcés par la compagnie aérienne de mettre leurs précieux animaux en soute. Alors qu'ils sont dans l'avion, ils voient par le hublot leurs animaux s'échapper de leur cage et du chariot à bagages vers une destination inconnue. Les deux duos que tout oppose s'embarquent dans un road trip contre la montre entre Montréal et New York. D'un côté, les humains qui ont perdu la trace de leurs animaux et, de l'autre, les animaux livrés à eux-mêmes pour retrouver leurs maîtres... sans savoir qu'à leur trousse, le policier Brandt est prêt à tout pour récupérer le rubis.

## Fiche technique
Sauf indication contraire, les informations mentionnées dans cette section peuvent être confirmées par la base de données cinématographiques IMDb,  présente dans la section « Liens externes ».
- Titre : Chien et Chat
- Réalisation : Reem Kherici
  - Assistant à la réalisation : Michaël Viger
- Scénario : Reem Kherici et Tristan Schulmann, d’après une idée de Reem Kherici
- Photographie : Dominique Fausset
- Musique : Laurent Aknin
- Superviseur des effets visuels : Micha Sher
- Ingénieur du son : Stéphane Roy et Alexandre Hernandez
- Montage : Antoine Vareille
- Production : Jonathan Vanger, Sidonie Dumas, Éric et Nicolas Altmayer et Sylvain Proulx
- Coproducteur : Christian Ronget, Franck Samuel, Pierre Coré et Michel Cortey
- Budget : 19,3 millions d'euros
- Sociétés de production : Mandarin Production
- Coproduction : Gaumont, La Station Animation
- Sociétés de distribution : Gaumont
- Pays d'origine :  France
- Genre : Comédie
- Durée : 86 minutes
- Date de sortie : 
  - France : 14 février 2024

## Distribution

### Acteurs
- Franck Dubosc : Jack
- Reem Kherici : Monica
- Philippe Lacheau : Brandt
- Raphaëlle Fugère Larocque : Lizzie
- Oscar Desgagnés : Albert
- Lénie Scoffié : sœur Ucque

### Doublage
- Inès Reg : Diva
- Artus : Chichi

## Production

### Tournage
Le film a été tourné à Montréal, puis à New York.

## Box office
| Pays ou région    | Box-office        | Date d'arrêt du box-office | Nombre de semaines |
| ----------------- | ----------------- | -------------------------- | ------------------ |
| France            | 1 122 884 entrées | en cours                   | 9                  |
| Russie            | 316 000 entrées   | en cours                   | 3                  |
| Pologne           | 43 000 entrées    | en cours                   | 3                  |
| Monde hors France | 615 645 entrées   | en cours                   | 5                  |
| Total mondial     | 1 738 513 entrées | en cours                   | 9                  |